# Darío Jara Saguier
Darío Jara Saguier (* 27. Januar 1930 in Asunción; † 22. Januar 2023) war ein paraguayischer Fußballspieler, der mit der Nationalmannschaft seines Heimatlandes an der Fußball-Weltmeisterschaft 1950 in Brasilien teilnahm. Bis zu seinem Tod war er neben dem Mexikaner Antonio Carbajal der letzte noch lebende Teilnehmer dieser Weltmeisterschaft.

## Karriere

### Verein
Jara Saguier begann seine Karriere 1946 in Santísima Trinidad, einem Vorort seiner Heimatstadt, beim Club Rubio Ñu. 1948 wechselte er zum Club Cerro Porteño, für den er bis 1960 spielte und mit dem er zweimal paraguayischer Meister wurde. 1949 und 1950 wurde er mit jeweils 18 Treffern Torschützenkönig der ersten paraguayischen Liga.
Nachdem er Cerro Porteño verlassen hatte, spielte Jara Saguier ab 1960 für jeweils eine Spielzeit bei den Klubs General Caballero, Rubio Ñú, Luis Alberto de Herrera aus Guarambaré sowie dem Club Olimpia Itá, bei dem er 1964 seine Spielerkarriere beendete.
In der Folgezeit trainierte er eine Reihe paraguayischer Klubs, darunter seine ehemaligen Vereine Olimpia Itá, Rubio Ñú, Cerro Porteño und Luis Alberto de Herrera.

### Nationalmannschaft
Jara Saguier nahm mit der paraguayischen Nationalmannschaft an der Fußball-Weltmeisterschaft 1950 in Brasilien teil, für die Paraguay wegen des Verzichts von Ecuador und Peru automatisch qualifiziert war. Nach einem 2:2 gegen Schweden und einer 0:2-Niederlage gegen Italien schied Paraguay als Gruppenletzter aus dem Turnier aus. Jara Saguier kam in beiden Spielen zum Einsatz.

## Erfolge
- Paraguayischer Meister: 1950, 1954
- Torschützenkönig der paraguayischen Primera Divisíon: 1949, 1950